# Plastosciara longicosta
Plastosciara longicosta là một ruồi trong họ Sciaridae, thuộc chi Plastosciara.